# Кордунашки НОП одреди
Кордунашки народноослободилачки партизански (НОП) одреди били су партизанске јединице у саставу Народноослободилачке војске и партизанских одреда Југославије током Другог светског рата у Југославији.

## Историјат
Крајем јула и у августу 1941. па територији Кордуна формирано је више мањих партизанских одреда, који су носили назив села из којих су попуњени или подручја на којима су дејствовали. Борбом против усташких погрома, Одреди су дизали народ на оружје. Највећи број их је формиран после разбијања устаничких фронтова за време општенародног устанка на Петровој гори, Кирино-сјеничком подручју и у рејону Горњег и Доњег Примишља 1941. У септембру је на Кордуну дејствовало 28 партизанских одреда јачине 10—50 бораца. Они су тада ушли у састав новоформираних Кордунашких рејона. Команда Првог рејона (Петрова гора, Трупињак, шума Лоскуња и Дебела коса), обједињавала је дејства 8 одреда са 190 бораца наоружаних са 115 пушака разног типа. Команда Другог рејона (општине Перјасица, Полој, делови општине Крњак, Скрад, Вељун и Крстиња) имала је у свом саставу 6 одреда са 138 бораца наоружаних са 116 пушака. Команда Трећег рејона (подручје Слуња и Примишља) имала је 10 одреда са 314 бораца наоружаних са 113 пушака. Команда четвртог рејона (села Стипан, Кирин, Дуго Село, Бовић, Сјеничак) обједињавала је дејства 4 одреда са 46 бораца наоружаних са 26 пушака. У одредима је било укупно 143 члана КПЈ и већи број кандидата и чланова СКОЈ. У неким рејонима број чланова КПЈ износио је преко 50%. Одреди су имали логоре у селима или шумама у њиховој близини. Међу познатије одреде спадали су: Дебела коса (формиран крајем јула), Отрић, Перна, Пецка, Блатуша, Шливњак, Перјасица, Примишље, Бугар, Збријег, Кирин, Стипан, Сјеничак, Тоболић, Дубрава, Скрад и Кестеновац. У почетку дејствовали су самостално, а касније су обједињавана дејства два или више одреда. Изводили су диверзантске акције, дејствовали заседама, нападали мање непријатељеве посаде, бранили и проширивали слободну територију. Међу значајније акције спадају кидање телефонско-телеграфских линија између Војнића и Крстиње, Тушиловића и Карловца 26/27. јула; одбијање напада усташа иа Топуског 29. јула; заузимање Бовића 12. августа; успешан напад на усташку колону код Крстиње 17. августа; разоружање посаде жандармеријске станице у Перјасици 30. августа; заузимање железничке станице Војнић и уништење 2 локомотиве, пилане 14. септембра и др. Кроз те и низ других акција одреди су стицали борбено искуство, бројно јачали, наоружавали се и враћали становништву веру у победу, која је била поколебана усташким прогонима.